# Мальцева, Людмила Давыдовна
Людмила Давыдовна Мальцева (род. 27 января 1952, Москва) — российский политический деятель, депутат Государственной думы четвёртого созыва

## Биография
Окончила Московский институт народного хозяйства им. Г. В. Плеханова. Работала в ОАО "Нефтяная компания «Лукойл» начальником управления планирования и экономического анализа.

### Депутат госдумы
27 марта 2006 года стала депутатом Государственной Думы ФС РФ четвёртого созыва по общефедеральному списку избирательного объединения «Единая Россия» (путем передачи мандата Стрельченко С. Г.). В Госдуме вошла в состав фракции «Единая Россия». Член Комитета по собственности.